# Elaphomycetaceae
Os Elaphomycetaceae são uma família dos fungos Eurotiales. A família contém dois géneros e 27 espécies.